# Francesco Foggia
Francesco Foggia (Roma, 1603 – Roma, 8 gennaio 1688) è stato un compositore italiano.

## Biografia
Francesco Foggia, figlio di Giacomo e della romana Angela Alberici, nacque a Roma, dove il 17 novembre 1603 venne battezzato nella chiesa di S. Luigi dei francesi. È molto probabile che la famiglia Foggia fosse in rapporti con Giovanni Bernardino Nanino, maestro di cappella a S. Luigi. Il piccolo Francesco fu dapprima putto cantore al Collegio Germanico-Ungarico dal 1611 al 1613 sotto la guida di Ottavio Catalano. Fu poi mandato a Bonn come fanciullo cantore della cappella musicale del principe elettore e arcivescovo di Colonia Ferdinando di Baviera. Tornato a Roma proseguì gli studi con Antonio Cifra e Paolo Agostini, entrambi allievi di Bernardino Nanino. 
Nell'ottobre 1631 sposò Eugenia, figlia del defunto Paolo Agostini che era stato suo maestro.

Francesco Foggia svolse i primi passi della carriera come maestro di cappella a Roma, in S. Maria in Aquiro (1628-30), e poi nelle cattedrali di Narni (1630-31) e a Montefiascone (1633-34). Ritornò definitivamente a Roma, dove divenne uno dei più importanti maestri di cappella della città; diresse le cappelle musicali di S. Maria in Trastevere (1634-36) e dal dicembre 1636 della Cappella musicale Pia Lateranense di S. Giovanni in Laterano, dove restò n carica fino al 1661. Fu anche maestro di cappella in altre importanti chiese romane, tra cui S. Girolamo della Carità. Collaborò più volte alle musiche quaresimali dell'oratorio del Ss. Crocifisso di S. Marcello, sicuramente negli anni 1641, 1658, 1660, 1665 e 1675. 

Il ventennio 1655-1675 segnò il periodo di maggiore intensità della sua lunga e ragguardevole attività compositiva. Il 13 giugno 1677 fu nominato maestro di cappella di S. Maria Maggiore, succedendo ad Antonio Maria Abbatini, e contemporaneamente chiese e ottenne che il figlio Antonio divenisse suo coadiutore. 

Francesco Foggia fu un prolifico compositore di musica sacra sia nello stile concertato che in quello "pieno"; scrisse messe, mottetti, oratori (in italiano e in latino), litanie, salmi, ecc. Tra i suoi allievi figurano Giovanni Battista Bianchini, Giuseppe Ottavio Pitoni e il figlio Antonio Foggia, che nel 1688 fu suo successore come maestro di cappella a S. Maria Maggiore.

## Opere

### Oratori
- David fugiens a facie Saul
- Tobiae oratorium
- S. Giovanni Battista (perduto; testo di Sebastiano Lazzarini, pubblicato in Sacra melodia d'oratorii musicali, Roma, 1678)
- Daniele (attribuzione incerta)

### Composizioni sacre
- Concentus ecclesiastici (1645)
- Missa et sacrae cantiones, op. 3 (1650)
- Litaniae et sacrae cantiones, op. 4 (1652)
- Psalmi (1660);
- Sacrae cantiones, op. 6 (1661);
- Sacrae cantiones, op. 7 (1661);
- Sacrae cantiones, op. 8 (1662);
- Octo missae (1663);
- Psalmodia vespertina, liber II, op. 13 (1667);
- Messe, op.15 (1672);
- Litanie, op. 16 (1672);
- Motetti et offertorii, op. 16;
- Offertoria, op. 18 (1681).

A queste opere vanno aggiunte diverse altre composizioni, pervenuteci manoscritte o stampate all'interno di raccolte collettive.